# Caecilia Paulina
Caecilia Paulina, morte en 235/236, était une impératrice romaine et l'épouse de l’empereur Maximin Ier le Thrace qui régna de 235 à 238. Il fut empereur après une mutinerie en 235 contre l'empereur Alexandre Sévère.

## Vie
On ne connait presque rien sur sa vie, car les auteurs de cette époque ne la mentionnent que très rarement. Hérodien et l'Histoire Auguste l'ignorent complètement. Elle est essentiellement connue grâce à des inscriptions et des monnaies retrouvées à son effigie.
Son mari n'a jamais mis les pieds à Rome donc il est probable qu’elle n'y soit pas non plus allée, du moins durant son mariage avec l’empereur. Elle a vécu pendant une période de crise marquée par des invasions, une guerre civile et une crise économique. Ammien Marcellin, historien du IVe siècle, a écrit sur Paulina dans son livre sur les empereurs Gordien. Malheureusement, cette partie est perdue. Dans un autre passage, Marcellin décrit l’impératrice comme une bonne épouse d’un mari difficile qui sut : « le faire rentrer dans les voies de la clémence et de la vérité ce don de persuasion que la nature a donné à son sexe ».
Une monnaie grecque frappée à Anazarbe en Cilicie la nomme Thea Paulina, équivalent de Diva Paulina, titre accordé à une impératrice après sa mort. La monnaie est datée de 254 de l'ère locale, ce qui correspond à 235/236. Elle  mourut donc fin 235-début 236. Maximin la divinisa.
Paulina avait un fils Caius Julius Verus Maximus, qui fut fait César en 236 par son père mais les deux hommes furent assassinés par les soldats en mai 238. Zonaras affirme que Maximin n'épargna pas son épouse dans ses meurtres, pourtant il la divinisa.

## Sources
- (en) Cet article est partiellement ou en totalité issu de l’article de Wikipédia en anglais intitulé « Caecilia Paulina » (voir la liste des auteurs).